# Застава Грузијске ССР
Застава Грузијске ССР је усвојена 11. априла 1951. године од стране владе Грузијске ССР. Била је у употреби до 14. новембра 1990. године када је била замењена првобитном заставом Грузије.
Пре ове верзије, застава је била у целости црвена и са златним натписом на грузијском სსსრ (СССР) у горњем левом углу. Од 1937. до усвајања нове заставе 1951, застава је била црвене боје и са златним натписом на грузијском საქართველოს სსრ (Сакартвелос ССР) у горњем левом углу.
Године 1922, застава је била црвена и са ћириличним натписом ССРГ у горњем левом углу.

## Историјске заставе
- 1921−1922
- 1922−1937
- 1937−1951